# Cheering a Husband
Cheering a Husband è un cortometraggio muto del 1914. Il nome del regista non viene riportato e non si conoscono altri dati sul film, una delle numerose pellicole girate all'inizio di carriera da Wallace Beery.

## Produzione
Il film fu prodotto dalla Essanay Film Manufacturing Company.

## Distribuzione
Distribuito dalla General Film Company, il film - presumibilmente un cortometraggio di una bobina - uscì nelle sale cinematografiche USA nel 1914.